# Epigomphus pechumani
Epigomphus pechumani – gatunek ważki z rodziny gadziogłówkowatych (Gomphidae).